# Katedrála svatého Josefa (Ankawa)
Katedrála svatého Josefa v Ankawě u Irbílu (arabsky: كنيسة القديسة مسكنتة الكلدانية, anglicky také Mār Yousef) je největší křesťanská stavba ve městě Ankawa,  stojící za severní branou Irbílu, v autonomní oblasti irácký Kurdistán v Iráku. Je to katedrála chaldejské katolické církve východosyrského ritu. Je hlavou a sídlem chaldejské archieparchie v Irbílu , podřízené přímo papeži. Proklamovaný babylónský styl architektury vychází ze starověkých tradic země.

## Historie

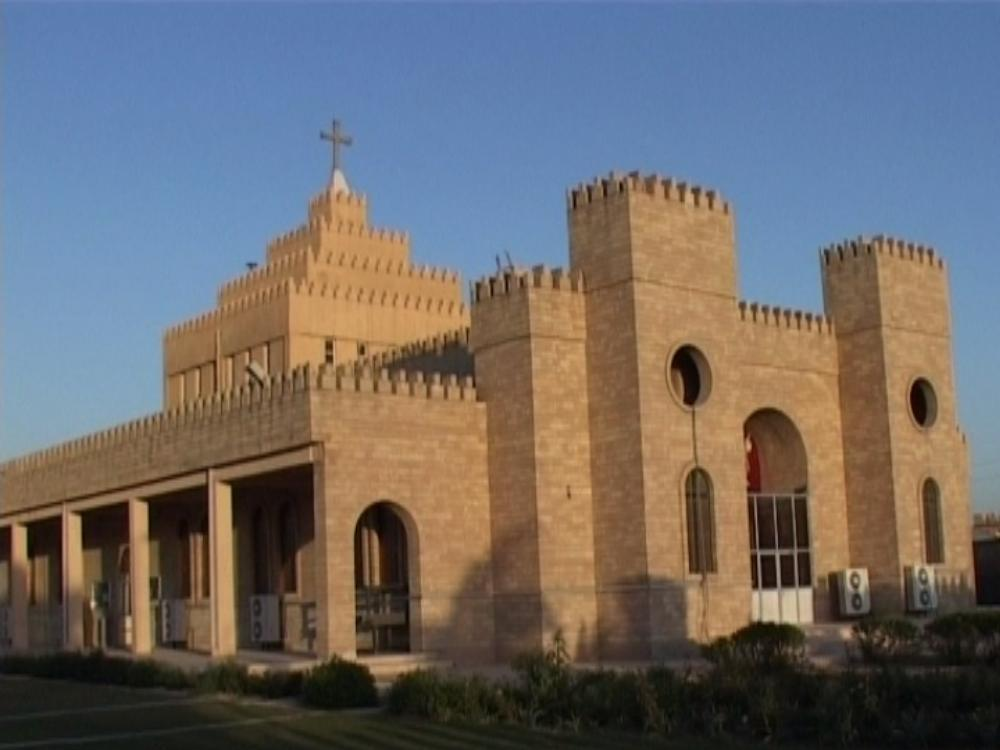
Katedrála od severozápadu

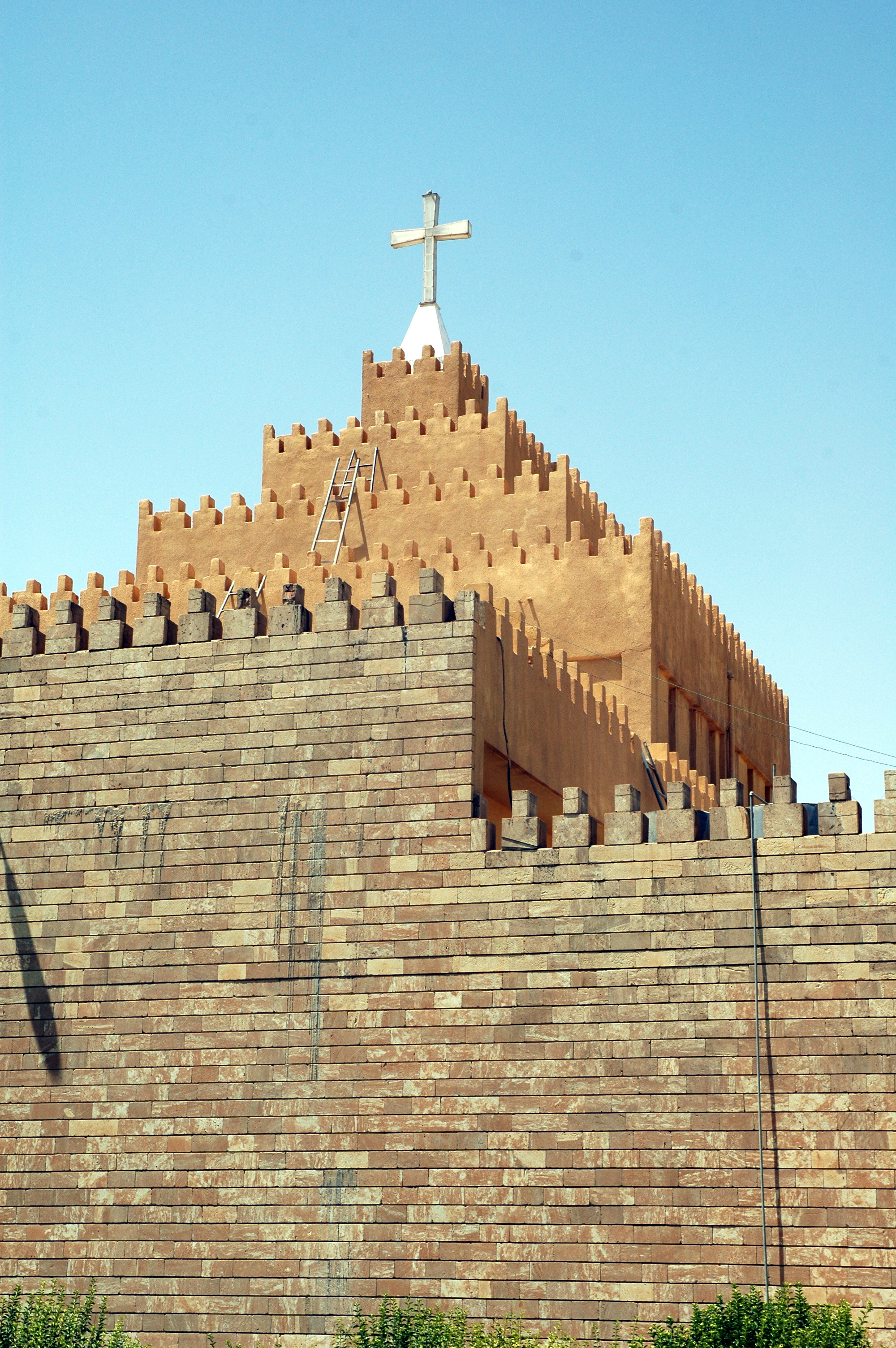
Zikkurat katedrály sv. Josefa v Ankawě (2005)

Chaldejská diecéze Irbíl byla nově vytvořena roku 1969. Její první biskup, Monsignore Stéphane Babaqa inicioval stavbu katedrály s patrociniem svatého Josefa a zřízení arcidiecéze. Stavbu  financovala irácká vláda. Katedrála byla vysvěcena 7. dubna 1981. V roce 2017 byla rozšířena. 
Během války v Iráku v roce 2008 i za války proti Islámskému státu v letech 2014-2017 sem uprchly a natrvalo přesídlily desítky tisíc iráckých křesťanů z Bagdádu, Mosulu i z Basry, před pronásledováním islámskými radikály. Další křesťané přišli ze Sýrie.
V roce 2014 bylo uzavřeno partnerství s arcidiecézí Lyon a zahájeno 29. července 2014 v katedrále bohoslužbou, kterou společně celebrovali chaldejský patriarcha Louis-Raphael I Sako a kardinál a arcibiskup Lyonu Philippe Barbarin.

## Současnost
Papež František křesťanům v iráckém Kurdistánu opakovaně vyjadřuje podporu. Katedrálu v Ankawě navštívil při okružní cestě po severním Iráku v březnu 2021. Jeho podporu přivítal 5. chaldejský biskup Irbílu Bašár Matti Warda.

## Architektura
Zadání projektu, rozpracovaného již v roce 1978, převzal architekt Petros Khammo, původem z Bagdádu, který odtamtud byl vysídlen, a usadil se v Erbilu v roce 2010. Pomocným architektem byl Fadi Matlou. Na projekt od roku 2010 dohlížel biskup Msgr Bašár Warda. Stavba katedrály v babylónském stylu má odrážet historii a dědictví Chaldejců. 
Kostel má pevnostní charakter s masivním průčelím, upomínajícím na babylónskou Ištařinu bránu, stejně jako stupňovité motivy cimbuří. Jehlancová věž nad závěrem kostela má tvar starověkého zikkuratu, vytvořeného z různých materiálů a moderními stavebními technikami.
V roce 2017 byl podélný prostor halové stavby prodloužen, rytmizují jej dvě řady ocelových pilířů, a k závěru byla připojena nová tribuna s ochozem.

## Interiér
Dřevěný kříž o výšce 1,5 metru je u paty zdoben dvěma holubicemi. Šest ikon ze života sv. Josefa namaloval irácký malíř Bessam Sabri, inspirován ilustracemi z chaldejských rukopisů. Monumentální lustr uprostřed kostela má tvar obráceného zikkuratu, váží 1 750 kg a byl zhotoven v Číně. Hrobky zde mají biskupové a sekretář patriarchy.